# Jerónimo Luis de Cabrera
Jerónimo Luis de Cabrera (Sevilla, 1528 - Santiago del Estero, 17 augustus 1574) was een Spaanse Conquistador en gouverneur van wat nu het noordwesten van Argentinië is. Hij heeft onder andere de steden Córdoba in Argentinië en Ica in Peru gesticht.
Rond 1538 vertrokken de broers Jerónimo en Pedro richting Zuid-Amerika. Jerónimo vocht onder andere tegen Francisco Hernández Girón, die een opstand in Peru was begonnen.
In 1571 werd De Cabrera benoemd tot gouverneur van Tucumán. In 1573 stichtte hij Córdoba. Toen in 1574 de nieuwe gouverneur Gonzalo de Abreu werd aangesteld, werd De Cabrera beschuldigd van hoogverraad. Hij werd nog datzelfde jaar geëxecuteerd.
- Biblioteca Nacional de España: XX4811143
- International Standard Name Identifier: 0000 0000 2352 9485
- Library of Congress Control Number: n81086947
- Système universitaire de documentation: 117447870
- Virtual International Authority File: 65329782
- WorldCat: E39PBJhH7yF7FxqVJPJv8RWv73